# Moulins (Deux-Sèvres)
Pour les articles homonymes, voir Moulins.
Moulins est une ancienne commune française située dans le département des Deux-Sèvres et la région Nouvelle-Aquitaine. Elle est depuis le 1er janvier 1973 associée à Mauléon. Elle est proche du Maine-et-Loire et de la Vendée. 

## Géographie
Moulins est située au nord-ouest des Deux-Sèvres, à proximité des départements du Maine-et-Loire et de la Vendée.
Elle est traversée par l'Ouin, qui prend sa source à Combrand, et se jette dans la Sèvre nantaise près de Saint-Laurent-sur-Sèvre.
Le village de Moulins est situé entre Cholet et Mauléon à 90 km de Niort, la préfecture, et 25 km de Bressuire la sous-préfecture. La route nationale 249, liaison entre Nantes et Poitiers et passant par Cholet, passe au nord-est de la commune.

## Histoire
Moulins existerait depuis un millier d'années ou peut-être plus. Des vestiges romains ont été trouvés à la Barbinière, à environ 3 kilomètres du centre-bourg. Il s'agirait d'une villa Balnéaire qui se situerait à proximité d'une ancienne voie romaine. La paroisse fut pillée à plusieurs reprises à la fin du XVIe siècle. Elle fut aussi brûlée par le général Boucret en 1794. 
La commune tire son nom de la présence de nombreux moulins à sa périphérie. Aucun de ces moulins ne fonctionne encore, cependant les constructions restent visibles. L'accès au site de Pyrôme se fait par Moulins bien que le site appartienne à La Chapelle-Largeau, un village avoisinant. Cet endroit est un site boisé ou l'on peut admirer un empilement de rochers de Quartz blanc. Cet assemblage est au centre d'une légende mettant en scène des farfadets et un diable. 
Moulins, rejoint l'association des « communes associées du Grand-Mauléon » le 1er janvier 1973.

## Administration
De par son statut de commune associée, cette localité a un maire délégué.
| Période                                  | Période  | Identité             | Étiquette | Qualité                    |
| ---------------------------------------- | -------- | -------------------- | --------- | -------------------------- |
| 1973                                     | 1975     | Marcel Cardin        |           | Instituteur                |
| 1975                                     | 1977     | Clément Froget       |           | Agriculteur                |
| 1977                                     | 1992     | Jean-Claude Davoust  |           | Typographe                 |
| 1992                                     | 1995     | Léa Eas              |           | Institutrice à la retraite |
| 1995                                     | 2014     | Claude Ménard        |           | Agriculteur                |
| 2014                                     | 2020     | Denis Morin          |           | Informaticien              |
| 2020                                     | en cours | Michel-Pierre Dubois |           | Informaticien              |
| Les données manquantes sont à compléter. |          |                      |           |                            |

## Démographie
| 1793 | 1800 | 1806 | 1821 | 1831 | 1836 | 1841 | 1846 |
| ---- | ---- | ---- | ---- | ---- | ---- | ---- | ---- |
| 499  | 358  | 399  | 481  | 500  | 560  | 580  | 590  |

| 1851 | 1856 | 1861 | 1866 | 1872 | 1876 | 1881 | 1886 |
| ---- | ---- | ---- | ---- | ---- | ---- | ---- | ---- |
| 590  | 644  | 641  | 708  | 700  | 705  | 728  | 742  |

| 1891 | 1896 | 1901 | 1906 | 1911 | 1921 | 1926 | 1931 |
| ---- | ---- | ---- | ---- | ---- | ---- | ---- | ---- |
| 784  | 765  | 780  | 789  | 782  | 632  | 605  | 590  |

| 1936 | 1946 | 1954 | 1962 | 1968 | - | - | - |
| ---- | ---- | ---- | ---- | ---- | - | - | - |
| 529  | 520  | 601  | 649  | 631  | - | - | - |

Moulins compte 646 habitants en 2007.

## Patrimoine
L'église Notre-Dame de Moulins, néogothique du XIXe siècle, possède une flèche de pierre. À l'intérieur, l'église est sobre mais possède une statue : « la Bambina ». Elle est aussi ornée d'un chemin de croix et de fonts baptismaux.

## Vie locale
Chaque année, le Téléthon rassemble beaucoup de monde non seulement le premier week-end de décembre, mais aussi par des actions comme les randonnées.
D'autres évènements étaient initiés par les moulinais mais ont été repris par de plus grandes villes pour des problèmes de financement, notamment la course cycliste professionnelle Cholet-Pays de Loire:créée en 1978, cette course s'est d'abord appelée Grand Prix de Mauléon-Moulins, puis Grand Prix de Cholet-Mauléon-Moulins en 1988 et 1989.

### Équipements
La commune associée de Moulins possède :
- deux terrains de sports,
- une salle omnisports avec une salle annexe,
- une salle des fêtes : l'Espace Augustine Vion,
- une école privée.

## Personnalités liées
- Aristide Caillaud (1902 - 1990), peintre, est né à Moulins.
- Narcisse Gabillaud, instituteur arrivé à Moulins en 1884, maire et historien local, membre de la Société historique et scientifique des Deux-Sèvres, décédé le 18 juin 1925.